# Festival de Cine de Sitges
El Festival de Cine de Sitges (conocido también como Festival de Sitges o Festival Internacional de Cine de Cataluña) es uno de los eventos cinematográficos más reconocidos de Europa, es el primer festival de cine fantástico del mundo y constituye, al mismo tiempo, la manifestación cultural con más impacto mediático de Cataluña. Tiene lugar en la villa costera de Sitges, localidad situada a 40 kilómetros al sur de Barcelona, Cataluña (España). Fundado en 1968, se ha celebrado ininterrumpidamente cada año, normalmente a principios de octubre.
El Festival de Sitges ofrece cada año al público una destacada selección de la producción internacional en cinematografía fantástica. Además, acostumbra a programar homenajes, retrospectivas y sesiones especiales, y acoge los premios anuales de la European Fantastic Film Festivals Federation. En las últimas ediciones han asistido alrededor de 180.000 espectadores que, además de poder asistir a las proyecciones cinematográficas, pueden asistir a exposiciones y conferencias.
A nivel español, es uno de los festivales de cine más importantes junto al Festival Internacional de Cine de San Sebastián o la Semana Internacional de Cine de Valladolid.
Han formado parte del jurado personalidades como Luis García Berlanga, Luis Buñuel, Jean-Claude Carrière, Terence Fisher, Wes Craven, Peter Fleischmann, Tony Bill, Joan Brossa, Bigas Luna, Isabel Coixet o Álex de la Iglesia, entre otros. 
Entre las presencias más relevantes en el festival destacan las de cineastas de ámbito internacional cómo Anthony Hopkins, Quentin Tarantino, Max von Sydow, David Cronenberg, Nicolas Cage, Woody Allen, Roland Emmerich, Christopher Lee, Joe Dante, Oliver Stone, Christopher Walken, Susan Sarandon, George A. Romero, Nicolas Winding Refn, Rick Baker, Pino Donaggio, Viggo Mortensen, Jodie Foster, Cameron Diaz, Malcolm McDowell, Vincent Cassel, Guillermo del Toro,  Dino De Laurentiis, Franco Nero, Ralph Fiennes, Dick Miller, Terry Jones, David Prowse, David Lynch, Sam Raimi, Vin Diesel, Tobe Hooper, Tony Curtis,  Ray Liotta, Martin Sheen, Stan Winston, Rob Cohen, Ray Harryhausen, Douglas Trumbull, Fay Wray, Jeroen Krabbé, Dario Argento, Rob Bowman, Guy Maddin, Ben Gazzara, Brian Yuzna, Julie Adams, Robert Englund, Vince Vaughn, William Friedkin, Gary Sherman.
También destaca una inacabable lista de cineastas españoles, entre las presencias más relevantes están José Sacristán, Antonio Banderas, Paul Naschy, Juan Antonio Bayona, Alejandro Amenábar, Bigas Luna, Isabel Coixet, Lluís Homar, Luis Tosar, Álex de la Iglesia, Santiago Segura o Jaume Balagueró.
Sitges también destaca año tras año el cine asiático, un protagonista cada vez más habitual que se suma a los zombis y a la fantasía. Por ese motivo el festival ha sido escenario de premieres mundiales de películas de gran renombre del cine oriental. Por eso ha contado con la presencia de reconocidos nombres del cine asiático, como Takashi Miike, Sion Sono, Simon Yam, Tadanobu Asano, Kim Ki-duk o Hideo Nakata,
Han sido directores del Festival de Cine de Sitges: Pedro Serramalera (1968-1969), Antonio Ráfales (1970-1982), Juan Luis Goas (1983-1992), Xavier Catafal (1993), Àlex Gorina (1994-1998), Roc Villas (1999-2000), Ángel Sala (2001- actualidad).

## Historia del festival

### Orígenes
Aunque el Festival de Cine Fantástico de Sitges tuvo su primera edición en 1968, su origen hay que buscarlo un año antes con la Primera (y única) Semana de Cine, Foto y Audiovisión. Una cita también conocida como las Jornadas de Escuelas de Cine que, visto ahora lo que allí aconteció, fueron una jugosa mezcla entre la España austrohúngara de Berlanga y el activismo intelectual en pos de una democracia que aún tardaría bastante en llegar.
El origen fue turístico. El Ayuntamiento quería potenciar la climáticamente muy aprovechable temporada baja de la localidad y Antonio Rafales Gil, entonces presidente de la asociación Cine Foto, junto a Rafael Ibáñez Ribot y Pedro Somarralera Cosp, propusieron la idea de una muestra de cine, en principio muy modesta. Se pusieron en contacto con Antoni Krirchner y Pere Fages, activos organizadores de los primeros cine-clubs, y estos, a su vez, con Romà Gubern para que la dirigiera. El proyecto se convirtió en una muestra de trabajos de escuelas de cine y, para justificar la internacionalidad que tanto viste se invitó a unas cuantas academias extranjeras a presentar sus trabajos (entre ellos, el primero de Roman Polanski, por ejemplo).

### Primeras ediciones
La primera edición del certamen tuvo lugar en 1968, entonces "I Semana Internacional de Cine Fantástico" y sin la categoría de Festival (sin galardones, por tanto) y demostró la impericia organizativa, toda ella novata y alejada del mundo del cine y aledaños más allá de la regular exhibición de películas en la sala del Casino Prado, primera sede oficial. La mayoría de películas extranjeras se pasaron en versión original sin subtítulos (y eso que las había polacas o rusas), tan solo doce (de treinta) se estrenaban por primera vez en España. El resto, o habían tenido pase comercial reciente (o incluso simultáneo, como el Alphaville de Jean-Luc Godard) o eran habituales en cine-clubs, filmotecas e incluso Televisión Española. Las películas en formato escope se proyectaron adaptadas a la cuadrada pantalla de la sala, produciendo el conocido y molesto alargamiento vertical de las imágenes. Del Nosferatu de Murnau se proyectó una versión de metraje reducido y la anunciada El Ángel Exterminador (Buñuel no visto aún en España, por lo que había mucha expectativa) se cayó de la programación a última hora, junto con El Perro Andaluz. Al parecer, las películas llegaban al aeropuerto en el último momento y no todas lo hicieron a tiempo. Y olvídense de avisar al respetable, que acudía a ver una cosa y se encontraba con otra.
El Festival no fue precisamente un éxito de público durante sus primeros años. Hay que tener en cuenta que por entonces (y durante bastantes años posteriores) Sitges tenía una frontera física respecto a la cercana Barcelona: la carretera que las unía cruzaba, a base de curvas y curvas, el macizo costero del Garraf. Aun así, el alcalde ya prometió la construcción de una sede en condiciones (que se retrasaría más de dos décadas). Además, el hecho de no traducir ni subtitular las películas extranjeras excluía gran parte del público local y de las cercanías. 
La segunda edición estuvo en la línea de la primera. En el terreno de los invitados, se esperaba a Terence Fisher y Christopher Lee pero nunca llegaron, así que los asistentes tuvieron que conformarse con el teórico y cineasta francés Alexandre Astruc (que presentaba su alabada adaptación de Poe Le puits et le pendule) y la desconocida actriz polaca Dianik Zurakowska , protagonista de la aún más ignota película española La Llamada, de Javier Seto, cuyo pase, por cierto, fue boicoteado por una parte de la escasa crítica presente, inaugurando una tradición que aún persiste en ocasiones. En palabras de un lector de la revista Nueva Dimensión: "se dedicaron a hablar, gritar, patalear, silbar, gruñir y rebuznar".

### Los años setenta y ochenta
Último año sin premios, la entonces III Semana Internacional de Cine Fantástico y de Terror de Sitges (1970) cambiaba de ubicación y trasladaba las proyecciones de la sala del Casino Prado a la más moderna y preparada de El Retiro. Eso sí, las películas extranjeras seguían sin subtitularse y la organización casi familiar y de escaso presupuesto se mantenía. En una extraña maniobra para evitar cambios bruscos de última hora y lógicas decepciones (recuerden que muchas películas se iban a buscar al aeropuerto el mismo día), la programación no se hacía pública hasta horas antes, día a día. Si tenemos en cuenta que mucha gente se desplazaba desde Barcelona, no deja de ser curioso. Y aun así, se iba. No solo por las películas (muchas de ellas no se estrenaban, o lo hacían más censuradas de lo que podían pasar en Sitges), sino porque se iba convirtiendo en punto de encuentro de aficionados,y poco a poco se iba consolidando una mayor asistencia de público.
Las crónicas de la época destacan que el terror, la violencia y la sangre se apoderaron de la programación. Se gestaba, así, una fama que aún perdura, la de Sitges como palacio de la cuchillada y el degüello.
1971 fue un año importante: Sitges solicitó convertirse en festival internacional competitivo y se formó un Jurado oficial y unos premios, entonces las Medallas Sitges en Oro de Ley.
En la quinta edición del certamen (1972), el presidente del Jurado Internacional fue nada menos que el gran Luis García Berlanga. El año siguiente (1973), el jurado tiene como presidente el director alemán Peter Fleischmann y es componente del jurado Jean-Claude Carrière , dando así gran prestigio al certamen. Aun así, en este mismo año, en su acta el Jurado recomienda más rigor en la selección de películas, dado el carácter competitivo del Festival, cosa que llevó cierta polémica. También tuvo su polémica el hecho de que el premio al mejor realizador se lo llevara Juan Buñuel. A nadie se le escapó que Juan Buñuel fuera hijo de Luis Buñuel, y que el más estrecho colaborador de este, Jean-Claude Carrière, formara parte del Jurado.
Con la muerte de Franco y el fin de la dictadura, Sitges, igual que tantos otros festivales españoles, fue notando progresivamente mayor libertad de proyección gracias a la desaparición de la censura franquista.
En la edición de 1980, formó parte del jurado el reconocido poeta y artista catalán Joan Brossa. 
En la edición del 1983 fue presidente del jurado el actor y director americano ganador de un Óscar, Tony Bill. En la siguiente edición (1984), Bigas Luna formó parte del mismo y en 1985, Wes Craven, el director de Pesadilla en Elm Street.
En los años 80 se empiezan a estrenar filmes en Sitges de gran revuelo internacional e incluso posteriormente premiadas con Premios Óscar. Es el caso por ejemplo de La Mosca de David Cronenberg en 1986. De esa forma, el festival comienza a ser cada vez más internacional a la vez que los reconocimientos que otorgan van en camino de ser los más prestigiosos del cine fantástico.

### Años noventa
En el año 1992, tras ver el gran éxito de los voluntarios en los Juegos Olímpicos de Barcelona, el festival decide contar con la ayuda de una veintena de voluntarios para trabajar durante el festival ayudando en tareas de organización y personal. Esa tradición de contar con voluntarios en el festival aún sigue hoy en día con la diferencia de que ahora más de 150 voluntarios trabajan en el certamen todos los años, y hay unas 300 solicitudes anuales para serlo.
También por primera vez el festival adoptó lo que hoy su núcleo, el Hotel Melià Sitges. Su auditorio, de unas 1300 localidades sustituyó los viejos cines de El Prado y el Retiro, dejándolos como secundarios. 
El mismo año 1992, Quentin Tarantino triunfó en el festival siendo premiado a mejor guion y dirección por Reservoir Dogs. Más tarde, en el 1995, se proyectaría su film más reconocido, Pulp Fiction. En 1996, le sería otorgado el Premio Máquina del Tiempo. 
También en 1995, formarían parte del jurado Álex de la Iglesia o Barbara Steele. 
A partir de 1996, Sitges es la sede escogida para entregar el premio Méliès d'Argent, que es otorgado a Esteban Ibarretxe.
En 1999 es presentada la película de terror The Ring, una de las películas de terror más vistas en la historia del cine, que ganó el premio a la mejor película. Formó parte del jurado la directora Isabel Coixet.

### Primera década delsigloXXI
En el 2000, Christopher Nolan recibe el premio de la crítica y se rinde homenaje a Tony Curtis y Luis Buñuel. 
En 2001, Ángel Sala será el nuevo director del festival. En 2002 se otorgará el Premio Máquina del Tiempo a David Cronenberg y a Guillermo del Toro y se entrega el premio honorífico a Dino de Laurentiis. En 2003 se presenta Kill Bill I.
En 2005, el festival conmemora el 30.º aniversario de Tiburón. Quentin Tarantino vuelve a Sitges para presentar su última producción, Hostel en medio de una gran expectación. 
Al siguiente año, Alejandro Amenábar recibe el Premio Máquina del Tiempo. También en 2006 se presenta El laberinto del Fauno de la mano de Guillermo del Toro. En 2007, triunfa la película REC de Jaume Balagueró y Paco Plaza, que es estrenada, aclamada y premiada en la 40.ª edición del festival. 
Stanley Kubrick es homenajeado en 2008 y premiado póstumamente con el Gran Premio Honorífico. Christiane Kubrick, viuda de Stanley Kubrick, recogerá el premio.
En el 2009, Viggo Mortensen recogerá el Gran Premio Honorífico. 
Sitges es conocida por sus polémicas sean por el tema que sean. Aunque también es conocida por la muestra de películas de duro contenido, no solo de zombis y monstruos, sino de contenido que fácilmente puede herir cualquier sensibilidad. En 2010, el director del festival, Ángel Sala, fue denunciado tras la proyección de la película A serbian film (Una película serbia), al considerar que algunas escenas de la película incluían sexo con menores.  Ante el fiscal Ángel Sala declaró no haber visto la película y desconocer las escenas polémicas, pero en su investigación los fiscales concluyeron que sí la había visto. Así finalmente se presentó la denuncia y en marzo de 2011 fue imputado por un juzgado de Villanueva y Geltrú por un delito de exhibición de pornografía infantil penado en el artículo 189.7 del Código Penal. Sala compareció en los juzgados el 4 de mayo y, frente a las acusaciones, aportó el making of de la película que se incluye en el DVD de la misma donde a su juicio se puede ver el rodaje y que en las escenas se usaron muñecos y no menores como se le denunciaba. Varios directores de festivales de cine de España divulgaron una carta de apoyo a Sala, mostrando extrañeza por la imputación. Entre ellos estaban los de Sevilla, San Sebastián, Valladolid, Málaga, Pamplona, Huelva y Granada, entre otros.
En esta misma edición la película homenajeada fue El resplandor, una de las obras maestras del cine de terror, dirigida por Stanley Kubrick e interpretada por Jack Nicholson y que cumplía 30 años de su estreno.

### 2011 - 2020
Juan Antonio Bayona dirige el jurado del festival en 2011, año en el que se entrega el Gran Premio Honorífico a Bryan Singer y el María Honorífica a Bigas Luna. En 2012 triunfa la película Holy Motors. 
En 2014 el festival recibe a Antonio Banderas, al que le entrega el Gran Premio Honorífico y donde presenta su nueva producción, Autómata. I Origins queda como la gran triunfadora. También pasarían por el festival Roland Emmerich o Franco Nero. En 2015 se entrega el Gran Premio Honorífico a Oliver Stone, edición en la que se rinde homenaje a la película Seven. En 2016 se rinde homenaje a la saga Star Wars en motivo de su 50.º aniversario. Se entrega el Premio Honorífico a Max von Sydow y Christopher Walken. Se presenta la película The Neon Demon de Nicolas Winding Refn, que venía de provocar polémica en otros festivales.
Desde el año 2016 en adelante, el festival abre las puertas del Samsung Sitges Cocoon, una sala dedicada a la presentación de contenidos audiovisuales en realidad virtual gracias a la colaboración del festival de Sitges con Samsung Electronics. Gracias al dispositivo Samsung Gear VR (unos cascos de realidad virtual), los espectadores pueden visualizar diferentes cortometrajes enmarcados en el género fantástico. Mientras que en 2016 se abre al público una sala, el Samsung Sitges Cocoon presenta en 2017 dos salas para la visualización de experiencias inmersivas conformadas por 27 trabajos del ámbito. Además, en la 50.ª edición del festival de Sitges se crea una sección oficial competitiva específica para los cortometrajes en realidad virtual, donde un jurado especializado y el público votarán cuál es la mejor experiencia inmersiva. En la primera edición de esta sección, el premio del jurado fue concedido al cortometraje Knifes de Adam Cosco y el del público a Alteration de Jérôme Blanquet.
En 2017 se celebra la 50.ª edición del Festival, con Guillermo del Toro como padrino, y ampliando un día más la programación. Se recibe a Dario Argento y se entrega el Gran Premio Honorífico a William Friedkin, Susan Sarandon y Frank Langella. Se presenta en la gala de inauguración La forma del agua, que venía de ganar el León de Oro en Venecia. Jupiter's Moon gana el premio a Mejor Película de la sección oficial. 
En 2018 la edición se dedicó al film 2001: Una odisea en el espacio y Nicolas Cage visita el Festival para presentar Mandy. 
En 2020 se celebra una edición muy condicionada por la pandemia de COVID-19. La película Possessor de Brandon Cronenberg es la más laureada del palmarés.

### 2021 - actualidad
El jurado de la edición de 2021 fue presidido por Ali Abbassi y otorgó el premio a Mejor Película a Lamb de Valdimar Jóhannsson. 
En 2022, se recupera la normalidad pre-pandemia y se entrega el Golden Honorary Award a Dario Argento.

## Secciones y premios

### Premios principales
Oficial Fantàstic. Sección oficial del festival. Un jurado internacional concede los Premios Maria a las películas con el sello Sitges, en las siguientes categorías:
- Mejor película
- Mejor director
- Mejor actor
- Mejor actriz
- Mejor guion
- Mejor fotografía
- Mejor cortometraje
- Mejor diseño de producción
- Mejor banda sonora original / Mejor música
- Mejores efectos especiales
- Mejores efectos de maquillaje
- Premio especial del jurado
- Mención especial del jurado
- Mención especial del jurado a la mejor música
- Mención especial del jurado al mejor cortometraje
- Gran Premio Honorífico es el galardón que concede el Festival de Cine de Sitges a un cineasta de cualquiera de las especialidades como reconocimiento a toda una vida de dedicación a la industria del cine fantástico. Una sola persona premiada por año, puede tener orígenes y nacionalidad cualquier país.

### Premios por sección
- Gran Premi del Públic. Es concedido por el público a uno de los largometrajes presentados en la sección oficial.
- Oficial Noves Visions
- Orient Express – Casa Àsia. Sello para las películas asiáticas del festival. Otorga el premio Casa Asia a la mejor película asiática.
- Anima't. Sección dedicada al cine de animación.
- Midnight X-Treme. Sección para el cine de terror.
- Catalan Focus. Sello para las películas de producción catalana o con participación catalana.
- Seven Chances. Ofrece siete películas seleccionadas por un conjunto de críticos.
- Sitges Clàssics. Homenaje al cine clásico. Incluye las subcategorías «Homenajes», «Europa Imaginaria» y «Retrospectivas».
- Brigadoon. Engloba propuestas variadas y otorga el Premio Brigadoon Paul Naschy al mejor cortometraje y el Premio Nosferatu a la trayectoria profesional dentro del cine fantástico.
- Samsung Sitges Cocoon. Sección dedicada a cortometrajes y experiencias inmersivas en realidad virtual.

Dentro del festival también se conceden los premios Premio Máquina del Tiempo, Gran Premi Honorífic y María Honorífica los tres como reconocimiento a la trayectoria profesional, y el Premio José Luis Guarner, concedido por la crítica a la mejor película.

### Antiguos Premios
- 1974 - 1982
  - Clavel-Medalla de Oro al mejor director de largometrajes
  - Clavel-Medalla de Plata al mejor director de cortometrajes
  - Clavel-Medalla de Plata a los mejores efectos especiales
  - Clavel-Medalla de Plata a la mejor fotografía
  - Clavel-Medalla de Plata al mejor guion
  - Clavel-Medalla de Plata a la mejor actriz
  - Clavel-Medalla de Plata al mejor actor

- 1972 - 1973
  - Medalla de Plata al mejor largometraje
  - Medalla de Plata a la mejor actriz
  - Medalla de Plata al mejor actor
  - Premio de la crítica Medalla de Bronce al mejor guion

- 1971 - 1972
  - Medalla de Plata al mejor director de cortometrajes

- 1971
  - Medalla de Oro al mejor director de largometrajes

## Palmarés histórico
| Ed. | Año  | Mejor película                             | Mejor director                                                             | Mejor actor                                                                               | Mejor actriz                                                   |
| --- | ---- | ------------------------------------------ | -------------------------------------------------------------------------- | ----------------------------------------------------------------------------------------- | -------------------------------------------------------------- |
| 4   | 1971 |                                            | Janusz Majewski (Lokis) y Michael Skaife (Necrophagus)                     | Vincent Price (El abominable Dr. Phibes)                                                  | Youn Yuh-jung (Woman of Fire)                                  |
| 5   | 1972 | The Cremator                               | Robert Mulligan (The Other)                                                | Rudolf Hrusinsky (The Cremator)                                                           | Geraldine Chaplin (Zero Population Growth)                     |
| 6   | 1973 | Au rendez-vous de la mort joyeuse          | Juan Luis Buñuel (Au rendez-vous de la mort joyeuse)                       | Eugene Levy (Cannibal Girls)                                                              | Andrea Martin (Cannibal Girls)                                 |
| 7   | 1974 | Dr. Phibes Rises Again                     | Robert Fuest (Dr. Phibes Rises Again)                                      | Mark Burns (House of the Living Dead)                                                     | Cristina Galbó (Let Sleeping Corpses Lie)                      |
| 8   | 1975 | The Parasite Murders                       | David Cronenberg (The Parasite Murders)                                    | Paul Naschy (La Maldición de la Bestia)                                                   | Lana Turner (Persecution)                                      |
| 9   | 1976 |                                            | Dario Argento (Profondo Rosso)                                             | Peter Cushing (The Ghoul)                                                                 | Brenda Vaccaro (Death Weekend)                                 |
| 10  | 1977 | Burnt Offerings                            | Dan Curtis (Burnt Offerings)                                               | Burgess Meredith (Burnt Offerings)                                                        | Karen Black (Burnt Offerings)                                  |
| 11  | 1978 | Long Weekend                               | Richard Franklin (Patrick)                                                 | John Hargreaves (Long Weekend)                                                            | Camille Keaton (Day of the Woman)                              |
| 12  | 1979 |                                            | Juraj Herz (Panna a netvor)                                                | Gerhard Olschewski (Der Mörder)                                                           | Lisa Pelikan (Jennifer)                                        |
| 13  | 1980 | The Man to Destroy                         | Veljko Bulajic (The Man to Destroy)                                        | Nicholas Worth (Don't Answer the Phone)                                                   | Cyd Hayman (The Godsend)                                       |
| 14  | 1981 | Docteur Jekyll et les femmes               | Walerian Borowczyk (Docteur Jekyll et les femmes)                          | Mircea Bogdan (Povestea dragostei)                                                        | Linda Haynes (Human Experiments)                               |
| 15  | 1982 | Next of Kin                                | Tony Williams (director) (Next of Kin)                                     | Richard Chamberlain (The Last Wave)                                                       | Annie McEnroe (Warlords of the 21st Century)                   |
| 16  | 1983 | Le Dernier Combat                          | Luc Besson (Le Dernier Combat)                                             | Vincent Price, Christopher Lee, Peter Cushing, John Carradine (House of the Long Shadows) | Elizabeth Ward (Alone in the Dark)                             |
| 17  | 1984 | The Company of Wolves                      | Carl Schenkel (Abwärts)                                                    | Joe Morton (The Brother from Another Planet)                                              | Amy Madigan (Streets of Fire)                                  |
| 18  | 1985 | Re-Animator                                | Shuji Terayama (Farewell to the Ark)                                       | John Walcutt (Return)                                                                     | Lori Cardille (Day of the Dead)                                |
| 19  | 1986 | Blue Velvet                                | Sergei Parajanov, Dodo Abashidze (The Legend of the Suram Fortress)        | Juanjo Puigcorbé (Més enllà de la passió)                                                 | Caroline Williams (The Texas Chainsaw Massacre Part 2)         |
| 20  | 1987 | A Hungarian Fairy Tale                     | Paul Verhoeven (RoboCop)                                                   | Michael Nouri (The Hidden)                                                                | Jill Schoelen (The Stepfather)                                 |
| 21  | 1988 | The Navigator: A Medieval Odyssey          | George A. Romero (Monkey Shines)                                           | Grigory Gladiy (Otstupnik)                                                                | Kate McNeil (Monkey Shines)                                    |
| 22  | 1989 | Heart of Midnight                          | Peter Greenaway (The Cook, the Thief, His Wife & Her Lover)                | Michael Gambon (The Cook, the Thief, His Wife & Her Lover), Nicolas Cage (Vampire's Kiss) | Rosanna Arquette (Black Rainbow)                               |
| 23  | 1990 | Henry: Portrait of a Serial Killer         | Sam Raimi (Darkman) y John McNaughton (Henry: Portrait of a Serial Killer) | Jeff Goldblum (Mister Frost)                                                              | Lindsay Duncan (The Reflecting Skin)                           |
| 24  | 1991 | Europa                                     | Jean-Pierre Jeunet, Marc Caro (Delicatessen)                               | Dominique Pinon (Delicatessen)                                                            | Juliet Stevenson (Truly Madly Deeply)                          |
| 25  | 1992 | C'est arrivé près de chez vous             | Quentin Tarantino (Reservoir Dogs)                                         | Benoîtl Poelvoorde (C’est arrivé près de chez vous)                                       | Joey Wang (A Chinese Ghost Story III)                          |
| 26  | 1993 | Orlando                                    | Dave Borthwick (The Secret Adventures of Tom Thumb)                        | Federico Luppi (Cronos)                                                                   | Jennifer Ward-Lealand (Desesperate Remedies)                   |
| 27  | 1994 | 71 Fragmente einer Chronologie des Zufalls | Scott McGehee y David Siegel (Suture)                                      | Santiago Segura (Justino, un asesino de la tercera edad)                                  | Jane Horrocks (Deadly Advice)                                  |
| 28  | 1995 | Citizen X                                  | Chris Gerolmo (Citizen X), Michael Almereyda (Nadja (film))                | Stephen Rea (Citizen X)                                                                   | Bridget Fonda (Rough Magic)                                    |
| 29  | 1996 | The Pillow Book                            | Mohsen Makhmalbaf (Gabbeh)                                                 | James Woods (Killer: A Journal of Murder)                                                 | Melinda Clarke (The Killer Tongue)                             |
| 30  | 1997 | Gattaca                                    | Scott Reynolds (Ugly (film))                                               | Sam Rockwell (Lawn Dogs)                                                                  | Reese Witherspoon (Freeway)                                    |
| 31  | 1998 | Cube                                       | Michael Di Jiacomo (Animals with the Tollkeeper)                           | Jared Harris (Trance)                                                                     | Évelyne Dandry (Sitcom)                                        |
| 32  | 1999 | Ringu                                      | Ben Hopkins (Simon Magus)                                                  | Noah Taylor (Simon Magus)                                                                 | Emma Valirasau (Los sin nombre)                                |
| 33  | 2000 | In the Light of the Moon                   | Geoffrey Wright (Cherry Falls)                                             | Steve Railsback (In the Light of the Moon)                                                | Ryoko Hirosue (Himitsu)                                        |
| 34  | 2001 | Vidocq                                     | Brad Anderson (Session 9)                                                  | Eduard Fernández (Fausto 5.0)                                                             | Yūki Amami (Inugami)                                           |
| 35  | 2002 | Dracula: Pages From a Virgin's Diary       | David Cronenberg (Spider)                                                  | Jeremy Northam (Cypher)                                                                   | Angela Bettis (May)                                            |
| 36  | 2003 | Zatōichi                                   | Alexandre Aja (Haute tension)                                              | Robert Downey Jr. (The Singing Detective)                                                 | Cécile de France (Haute tension)                               |
| 37  | 2004 | Oldboy                                     | Johnnie To (Breaking News)                                                 | Christian Bale (The Machinist)                                                            | Mónica López (El Habitante Incierto)                           |
| 38  | 2005 | Hard Candy                                 | Johnnie To (Election)                                                      | Lee Kang-sheng (El sabor de la sandía)                                                    | Lee Yeong-ae (Sympathy for Lady Vengeance)                     |
| 39  | 2006 | Requiem                                    | Martin Weisz (Grimm Love)                                                  | Thomas Kretschmann, Thomas Huber (Grimm Love)                                             | Sandra Hüller (Requiem)                                        |
| 40  | 2007 | The Fall                                   | Jaume Balagueró y Paco Plaza ([•REC] )                                     | Sam Rockwell (Joshua)                                                                     | Manuela Velasco ([•REC] )                                      |
| 41  | 2008 | Surveillance                               | Kim Ji-woon (El bueno, el malo y el raro)                                  | Brian Cox (RED)                                                                           | Semra Turan (Fighter)                                          |
| 42  | 2009 | Moon                                       | Brillante Mendoza (Kinatay)                                                | Sam Rockwell (Moon)                                                                       | Elena Anaya (Hierro) y Kim Ok-vin (Thirst)                     |
| 43  | 2010 | Rare Exports: A Christmas Tale             | Jalmari Helander (Rare Exports: A Christmas Tale)                          | Patrick Fabian (The Last Exorcism)                                                        | Josie Ho (Dream Home)                                          |
| 44  | 2011 | Red State                                  | Julia Leigh (Sleeping Beauty)                                              | Michael Parks (Red State)                                                                 | Brit Marling (Another Earth)                                   |
| 45  | 2012 | Holy Motors                                | Léos Carax (Holy Motors)                                                   | Vincent D'Onofrio (Chained)                                                               | Alice Lowe (Sightseers)                                        |
| 46  | 2013 | Borgman                                    | Navot Papushado, Aharon Keshales (Big Bad Wolves)                          | Andy Lau (Blind Detective)                                                                | Juno Temple (Magic Magic)                                      |
| 47  | 2014 | I Origins                                  | Jonas Govaerts (Cub)                                                       | Nathan Phillips (These Final Hours), Koji Yakusho (The World of Kanako)                   | Essie Davis (The Babadook), Julianne Moore (Maps to the Stars) |
| 48  | 2015 | The Invitation                             | S. Craig Zahler (Bone Tomahawk)                                            | Joel Edgerton (The Gift)                                                                  | Pili Groyne (Le tout nouveau testament)                        |
| 49  | 2016 | Swiss Army Man                             | Yeong Sang-ho (Train to Busan)                                             | Daniel Radcliffe (Swiss Army Man)                                                         | Sennia Nanua (The Girl with all the Gifts)                     |
| 50  | 2017 | Jupiter's Moon                             | Coralie Fargeat (Revenge)                                                  | Rafe Spall (The Ritual)                                                                   | Marsha Timothy (Marlina the Murderer in four Acts)             |
| 51  | 2018 | Climax                                     | Panos Cosmatos (Mandy)                                                     | Hasan Ma’jun (Pig)                                                                        | Andrea Riseborough (Nancy)                                     |
| 52  | 2019 | El hoyo                                    | Kleber Mendonça Filho y Juliano Dornelles (Bacurau)                        | Miles Robbins (Daniel Isn't Real)                                                         | Imogen Poots (Vivarium)                                        |
| 53  | 2020 | Possessor Uncut                            | Brandon Cronenberg (Possessor Uncut)                                       | Grégoire Ludig y David Marsais (Mandíbulas)                                               | Suliane Brahim (La nuée)                                       |
| 54  | 2021 | Lamb                                       | Justin Kurzel (Nitram)                                                     | Caleb Landry Jones (Nitram) y Franz Rogowski (Luzifer)                                    | Noomi Rapace (Lamb) y Susanne Jensen (Luzifer)                 |
| 55  | 2022 | Sisu                                       | Ti West (Pearl)                                                            | Jorma Tommila (Sisu)                                                                      | Mia Goth (Pearl)                                               |
| 56  | 2023 | Cuando acecha la maldad                    | Baloji (Presagio)                                                          | Karim Leklou (Vincent debe morir)                                                         | Kate Lyn Sheil (The Seeding)                                   |
| 57  | 2024 | El baño del diablo                         | Soi Cheang (Twilight of the Warriors: Walled In)                           | John Lithgow y Geoffrey Rush (The Rule of Jenny Penn)                                     | Kristine Froseth (Desert road)                                 |

## Selección de películas destacadas/proyectadas en el festival
- The Rocky Horror Picture Show (1975) , Jim Sharman (Sitges 2017, con la presencia de Susan Sarandon)
- A Ghost Story, David Lowery (Sitges 2017)
- La forma del agua, Guillermo del Toro (Sitges 2017)
- La llegada, Denis Villeneuve (Sitges 2016)
- The Neon Demon, Nicolas Winding Refn (Sitges 2016)
- El nuevo nuevo testamento, Jaco Van Dormael (Sitges 2015)
- Macbeth, Justin Kurzel (Sitges 2015)
- Magical Girl, Carlos Vermut (Sitges 2014)
- Relatos salvajes, Damián Szifron (Sitges 2014)
- Buried, Rodrigo Cortés (Sitges 2010)
- REC, Jaume Balagueró y Paco Plaza (Sitges 2007)
- El laberinto del fauno, Guillermo del Toro (Sitges 2006)
- La chica que saltaba a través del tiempo, Mamoru Hosoda (Sitges 2006)
- La montaña sagrada  (The Holy Mountain, 1973), de Alejandro Jodorowsky (Sitges 2006)
- Kill Bill, Quentin Tarantino (Sitges 2003)
- Zatōichi, Takeshi Kitano (Sitges 2003)
- Red Dragon, Brett Ratner (Sitges 2002)
- Spider, David Cronenberg (Sitges 2002)
- El caso Bourne (The Bourne Identity), Doug Liman (Sitges 2002)
- El viaje de Chihiro (Spirited Away), Hayao Miyazaki (Sitges 2002)
- Vidocq, Pitof (Sitges 2002)
- Mulholland Drive, David Lynch (Sitges 2001)
- Fantasmas de Marte (Ghosts of Mars), John Carpenter (Sitges 2001)
- El pacto de los lobos (Le pacte des loups), Christophe Gans (Sitges 2001)
- Gojoe (Gojo reisenki: Gojoe) Gakuryū Ishii (Sitges 2001)
- ExistenZ, David Cronenberg (Sitges 1999)
- The Ring (Ringu), Hideo Nakata (Sitges 1999)
- Cube, Vincenzo Natali (Sitges 1998)
- Europa, Lars von Trier (Sitges 1993)
- Reservoir Dogs, Quentin Tarantino (Sitges 1992)
- Corazón salvaje (Wild at heart), David Lynch (Sitges 1991)
- El rey pescador (The Fisher King), Terry Gilliam (Sitges 1991)
- Inseparables (Dead Ringers), David Cronenberg (Sitges 1989)
- Abyss, James Cameron (Sitges 1988)
- Línea mortal (Flatliners), Joel Schumacher (Sitges 1988)
- Hellraiser, Clive Barker (Sitges 1987)
- En compañía de lobos (The Company of Wolves), Neil Jordan (Sitges 1987)
- La mosca (The Fly), David Cronenberg (Sitges 1986)
- Blue Velvet, David Lynch (Sitges 1986)
- El cocinero, el ladrón, su mujer y su amante (The Cook, the Thief, his Wife and her Lover), Peter Greenaway (Sitges 1986)
- Aliens, James Cameron (Sitges 1986)
- Navigator, Vicent Ward (Sitges 1985)
- Willow, Ron Howard (Sitges 1985)
- Akira, Katsuhiro Ôtomo (Sitges 1984)
- Cromosoma 3 (The Brood), David Cronenberg (Sitges 1979)
- Rabia (Rabid), David Cronenberg (Sitges 1978)
- Profondo Rosso, Dario Argento (Sitges 1975)

El premio a la mejor película del Festival de Cine de Sitges es uno de los Premios concedidos dentro de la Sección Oficial Fantàstic por un jurado internacional.
2018: Climax de Gaspar Noé gana el premio de mejor película.
| Año  | Película                                   | Película | Director                                    | País            |
| Año  | Título original                            | Título en español | Director                                    | País            |
| ---- | ------------------------------------------ | --- | ------------------------------------------- | --------------- |
| 2024 | Des Teufels Bad                            | El baño del diablo | Veronika Franz y Severin Fiala              | Austria         |
| 2023 | Cuando acecha la maldad                    | Cuando acecha la maldad                                                                                                | Demián Rugna                                | Argentina       |
| 2022 | Sisu                                       | Sisu | Jalmari Helander                            | Finlandia       |
| 2021 | Lamb                                       | Cordero | Valdimar Jóhannsson                         | Islandia        |
| 2020 | Possessor Uncut                            | Possessor Uncut | Brandon Cronenberg                          | Canadá          |
| 2019 | El hoyo                                    | El hoyo | Galder Gaztelu-Urrutia                      | España          |
| 2018 | Climax                                     | Climax | Gaspar Noé                                  | Francia         |
| 2017 | Jupiter holdja                             | Jupiter's Moon | Kornél Mundruczó                            | Hungría         |
| 2016 | Swiss Army Man                             | Swiss Army Man | Dan Kwan Daniel Scheinert                   | Estados Unidos  |
| 2015 | The Invitation                             | La invitación | Karyn Kusama                                | Estados Unidos  |
| 2014 | I origins                                  | Orígenes | Mike Cahill                                 | Estados Unidos  |
| 2013 | Borgman                                    | Borgman | Alex van Warmerdam                          | Países Bajos    |
| 2012 | Holy Motors                                | Holy Motors | Léos Carax                                  | Francia         |
| 2011 | Red State                                  | Red State | Kevin Smith                                 | Estados Unidos  |
| 2010 | Rare Exports: A Christmas Tale             | Rare Exports: Un Cuento Gamberro de Navidad                                                                            | Jalmari Helander                            | Finlandia       |
| 2009 | Moon                                       | Moon | Duncan Jones                                | Reino Unido     |
| 2008 | Surveillance                               | Surveillance | Jennifer Chambers Lynch                     | Estados Unidos  |
| 2007 | The Fall                                   | The Fall: El sueño de Alexandria                                                                                       | Tarsem Singh                                | India           |
| 2006 | Réquiem                                    | Réquiem (El exorcismo de Micaela)                                                                                      | Hans-Christian Schmid                       | Alemania        |
| 2005 | Hard Candy                                 | Hard Candy (Argentina, España) Dulce venganza (Venezuela) Niña mala (México)                                           | David Slade                                 | Estados Unidos  |
| 2004 | Oldboy                                     | Oldboy (España) Cinco días para vengarse (México)                                                                      | Chan-wook Park                              | Corea del Sur   |
| 2003 | Zatōichi                                   | Zatōichi | Takeshi Kitano                              | Japón           |
| 2002 | Dracula: Pages From a Virgin's Diary       | Dracula: Pages From a Virgin's Diary                                                                                   | Guy Maddin                                  | Canadá          |
| 2001 | Vidocq                                     | Vidocq | Pitof                                       | Francia         |
| 2000 | Ed Gein                                    | Ed Gein | Chuck Parello                               | Estados Unidos  |
| 1999 | Ringu                                      | El círculo (Argentina) The ring: el círculo (España)                                                                   | Hideo Nakata                                | Japón           |
| 1998 | Cube                                       | Cube (España) El cubo (Hispanoamérica)                                                                                 | Vincenzo Natali                             | Canadá          |
| 1997 | Gattaca                                    | Gattaca | Andrew Niccol                               | Estados Unidos  |
| 1996 | The Pillow Book                            | The Pillow Book (España) Escrito en el cuerpo (Argentina) Escrito en la piel (Venezuela) El libro de cabecera (México) | Peter Greenaway                             | Reino Unido     |
| 1995 | Citizen X                                  | Ciudadano X | Chris Gerolmo                               | Estados Unidos  |
| 1994 | 71 Fragmente einer Chronologie des Zufalls | 71 fragmentos de una cronología del azar                                                                               | Michael Haneke                              | Austria         |
| 1993 | Orlando                                    | Orlando | Sally Potter                                | Reino Unido     |
| 1992 | C’est arrivé près de chez vous             | Ocurrió cerca de su casa                                                                                               | Rémy Belvaux André Bonzel Benoît Poelvoorde | Bélgica         |
| 1991 | Europa                                     | Europa | Lars von Trier                              | Dinamarca       |
| 1990 | Henry: Portrait of a Serial Killer         | Henry: Retrato de un Asesino                                                                                           | John McNaughton                             | Estados Unidos  |
| 1989 | Heart of Midnight                          | Corazón de medianoche                                                                                                  | Matthew Chapman                             | Estados Unidos  |
| 1988 | The Navigator: a Medieval Odyssey          | The Navigator: Una Odisea en el Tiempo                                                                                 | Vincent Ward                                | Nueva Zelanda   |
| 1987 | Hol Volt, Hol Nem Volt                     | A Hungarian Fairy Tale                                                                                                 | Gyula Gazdag                                | Hungría         |
| 1986 | Blue Velvet                                | Terciopelo azul | David Lynch                                 | Estados Unidos  |
| 1985 | Re-Animator                                | Re-Animator | Stuart Gordon                               | Estados Unidos  |
| 1984 | The Company of Wolves                      | En Compañía de Lobos (España) Lobos, criaturas del diablo(México)                                                      | Neil Jordan                                 | Reino Unido     |
| 1983 | Le Dernier Combat                          | Kamikaze 1999 | Luc Besson                                  | Francia         |
| 1972 | Spalovač mrtvol                            | El incinerador de cadáveres                                                                                            | Juraje Herze                                | República Checa |

## Ediciones
| Años Archivado el 28 de septiembre de 2015 en Wayback Machine. |
| 1967 · 1968 · 1969 · 1970 · 1971 · 1972 · 1973 · 1974 · 1975 · 1976 · 1977 · 1978 · 1979 · 1980 · 1981 · 1982 · 1983 · 1984 · 1985 · 1986 · 1987 · 1988 · 1989 · 1990 · 1991 · 1992 · 1993 · 1994 · 1995 · 1996 · 1997 · 1998 · 1999 · 2000 · 2001 · 2002 · 2003 · 2004 · 2005 · 2006 · 2007 · 2008 · 2009 · 2010 · 2011 · 2012 · 2013 · 2014 · 2015 · 2016 · 2017 · 2018 · 2019 · 2020 · 2021 · 2022 · |